# 영화 (십국)
영화(永和, 935년 ~ 936년 3월)는 민나라(閩) 혜종(惠宗) 왕연균(王延鈞)의 두번째 연호이다. 1년 2개월 가량 사용하였다. 혜종(惠宗)이 죽고 난 후에 강종(康宗)이 통문으로 개원할 때까지 사용하였다.

## 개원
- 용계(龍啓) 3년 1월 1일[1](935년 2월 6일)에 연호를 영화(永和)로 개원함.[2][3][4]

- 영화(永和) 2년(936년) 3월에 연호를 통문(通文)으로 개원함.[5][6][4]

## 연대 대조표
| 영화       | 원년                           | 2년             |
| 서기(西紀) | 935년                          | 936년           |
| 간지(干支) | 을미(乙未)                     | 병신(丙申)      |
| 후당(後唐) | 청태(淸泰) 2년                 | 3년             |
| 후진(後晉) | -                              | 천복(天福) 원년 |
| 남한(南漢) | 대유(大有) 8년                 | 9년             |
| 남오(南吳) | 대화(大和) 7년 천조(天祚) 원년 | 2년             |
| 후촉(後蜀) | 명덕(明德) 2년                 | 3년             |

## 참고 자료
- 다른 왕조의 같은 연호
  - 후한(後漢) 영화(永和, 136년 ~ 141년)
  - 동진(東晉) 영화(永和, 345년 ~ 356년)
  - 후진(後秦) 영화(永和, 416년 ~ 417년)
  - 북량(北凉) 영화(永和, 433년 ~ 439년)
  - 일본(日本) 에이와(永和, 1375년 ~ 1379년)

- 중국의 연호 목록